# 대한민국 민법 제830조
대한민국 민법 제830조는 특유재산과 귀속불명재산에 대한 민법 가족법 조문이다.

## 조문
제830조(특유재산과 귀속불명재산) ① 부부의 일방이 혼인전부터 가진 고유재산과 혼인중 자기의 명의로 취득한 재산은 그 특유재산으로 한다.
②부부의 누구에게 속한 것인지 분명하지 아니한 재산은 부부의 공유로 추정한다.  <개정 1977.12.31.>

第830條(特有財産과 歸屬不明財産) ① 夫婦의 一方이 婚姻前부터 가진 固有財産과 婚姻中 自己의 名義로 取得한 財産은 그 特有財産으로 한다.
②夫婦의 누구에게 속한 것인지 分明하지 아니한 財産은 夫婦의 共有로 推定한다. <改正 1977.12.31.>

## 참고 문헌
- 오현수, 일본민법, 진원사, 2014. ISBN 9788963463452
- 오세경, 대법전, 법전출판사 , 2014 ISBN 9788926210277
- 이준현 , LOGOS 민법 조문판례집, 미래가치, 2015. ISBN 9791155020869

## 같이 보기
- 혼인신고